# Moonlight Sunrise
"Moonlight Sunrise"는 대한민국의 걸 그룹 트와이스의 노래이다. 2023년 1월 20일 JYP 엔터테인먼트와 리퍼블릭 레코드를 통해 두 번째 오리지널 영어 싱글로 발매되었다. 이 곡은 3월에 발매된 그룹의 12번째 확장 음반 READY TO BE의 선공개 싱글 역할을 한다. 마이애미 베이스, R&B, 팝 트랙으로,  하우스, 신스팝, 몽환적인 요소가 가미되어 있다.
"Moonlight Sunrise"는 평론가들로부터 대체로 호평을 받았으며, 트와이스의 새로운 면모를 보여주는 이 곡의 감미로운 가사와 재미있는 마이애미 베이스 프로덕션을 칭찬했다. 이 곡은 빌보드 글로벌 200에서 22위, 빌보드 핫 100에서 84위, 대한민국 써클 디지털 차트에서 152위를 기록했다. 또한 헝가리, 일본, 대만에서 톱 10에 진입했다.

## 배경 및 발매
2022년 12월 21일, 트와이스는 "트와이스 / 우리의 젊음"이라는 문구가 담긴 포스터를 "2023년 1/4분기 첫 시작"이라는 캡션과 함께 게시하여, 2021년 "The Feels" 이후 첫 영어 싱글을 2023년 1월에, 그리고 같은 해 3월에 12번째 확장 음반을 발매할 것이라고 밝혔다. 2023년 1월 3일, 트와이스는 소셜 미디어 계정을 통해 "Moonlight Sunrise"라는 새 영어 싱글 제목을 공유했으며, 이 곡은 1월 20일에 발매될 예정이었다. 개인 및 단체 콘셉트 사진은 1월 10일부터 15일까지 게시되었다. 뮤직 비디오 티저는 1월 17일 트와이스의 유튜브 계정을 통해 공개되었다. 이들은 3월 1일 로스앤젤레스에서 열린 2023 빌보드 우먼 인 뮤직 행사에서 이 곡을 처음으로 선보였다.

## 구성
"Moonlight Sunrise"는 Earattack과 이우현이 공동 프로듀싱했으며, 시티즌 퀸의 니나 앤 넬슨과 케이디 댈리가 공동 작곡했다. 이 곡은 경쾌한 마이애미 베이스, R&B, 팝 노래이다. 이 트랙은 하우스의 영향을 받은 신스팝 편곡, 몽환적인 멜로디, 그리고 "사랑의 절박함을 탐구하는" 가사를 통합하고 있다. 기보법상 이 곡은 올림다장조로 쓰여졌으며 분당 125박자의 템포를 가지고 있다.
피플과의 인터뷰에서 지효는 이 노래의 영감이 뱅크 오브 캘리포니아 스타디움에서 열린 트와이스 4차 월드 투어 III의 마지막 콘서트에서 왔다고 말했다. "투어 중에 저희는 달빛 아래서 공연을 했고 춤을 추고 있었는데, 이 곡의 작곡가가 그곳에 있었어요. 그는 저희의 공연이 너무 아름답다고 생각했고, 그것이 이 곡의 영감이 되었습니다." 쯔위는 켈리 클락슨 쇼에 출연하여 "Moonlight Sunrise"의 의미를 공유하며, 이 곡은 "상대방의 마음을 알고 싶어 하는 것에 대한 곡이며, 사랑에 빠졌을 때 설레는 마음을 '달빛'과 '일출'이라는 은유를 사용하여 병치한다"고 설명했다.

## 평가
| 평가 점수 | 평가 점수 |
| 출처      | 점수      |
| --------- | --------- |
| 이즘      | [ 14 ]    |
| NME       | [ 15 ]    |

롤링 스톤 인디아는 이 곡을 평가하며 "신스팝 편곡으로 로맨스를 풍기며, 하우스의 영향으로 더욱 강렬해졌다. 몽환적인 멜로디는 사랑의 절박함을 탐구하는 가사에 생명을 불어넣는다. 현기증 나는 사랑 고백은 트와이스 멤버들이 자신들의 열정을 대담하게 고백하는 모습을 보여준다. 'Baby, I don't really mean to rush/ But I'ma really need your touch/ If I'ma make it through the night/ I got the moonlight/ Tequila sunrise/ Uh, come take a shot on me, I got ya'"라고 평했다. NPR 뮤직의 조슈아 민수 김은 이 곡을 "K-팝 그룹의 영어 곡 중 가장 스릴 넘치는 곡 중 하나"라고 평하며 애틀랜타 베이스 장르의 "충실한 해석"을 칭찬했다. 롤링 스톤의 팀 챈은 "'Moonlight Sunrise'는 올해의 팝 곡으로 진지하게 고려될 만하다. 2015년 10대 시절 순진한 그룹으로 데뷔했던 트와이스는 애틀랜타 베이스에서 영감을 받은 이 트랙에서 완전히 감미롭고 매혹적인 모습을 보여준다. 단 3분 만에 'Moonlight'는 트와이스 음악의 순수한 즐거움을 완벽하게 담아내고 있으며, 함께 부를 수 있는 멜로디와 사람들을 이야기하게 만드는 장난스러운 가사로 가득하다"고 평했다. Uproxx의 라이 프랜시스는 "마이애미 베이스 위에 얹힌 이 곡의 유혹적인 가사('I've got the moonlight, tequila sunrise, come take a shot on me, I got ya')는 트와이스의 새로운 면모로의 초대장이다"라고 썼다. 롤링 스톤은 이 곡을 2023년 최고의 곡 목록에 포함시키며 그룹의 사운드와 이미지 변화를 칭찬했다. "트와이스는 시그니처인 버블검 팝을 넘어 마이애미 베이스가 가미된 R&B 트랙으로 예술적 스펙트럼을 넓혀 성숙함을 강조했다."

## 상업적 성과
"Moonlight Sunrise"는 그룹의 빌보드 핫 100 두 번째 진입을 기록하며, 트와이스를 방탄소년단, 블랙핑크, 뉴진스에 이어 차트에 두 곡 이상을 올린 네 번째 K-팝 그룹으로 만들었다.

## 트랙 리스트
- 리믹스 EP[20]

1. "Moonlight Sunrise" – 3:00
2. "Moonlight Sunrise" (하우스 리믹스) – 3:38
3. "Moonlight Sunrise" (클럽 리믹스) – 3:51
4. "Moonlight Sunrise" (R&B 리믹스) – 3:13
5. "Moonlight Sunrise" (반주) – 3:00

## 크레딧 및 참여 인원
- 트와이스 – 보컬
- 소피아 패 – 백그라운드 보컬
- Earattack – 송라이터, 음악 프로듀서, 편곡자, 키보드, 베이스, 드럼 프로그래밍, 보컬 디렉터, 녹음
- 니나 앤 넬슨 – 송라이터
- 케이디 댈리 – 송라이터
- 이우현 – 송라이터, 프로듀서, 편곡자, 키보드, 베이스, 드럼 프로그래밍
- 이경원 – 디지털 편집
- 구혜진 – 녹음
- 임찬미 – 녹음
- 이태섭 – 믹싱
- 권남우 – 마스터링
- 한을 – 실감형 믹스 엔지니어링
- 최정훈 – 실감형 믹스 엔지니어링

## 차트
| 차트 (2023)                                      | 최고 순위 |
| ------------------------------------------------ | --------- |
| 오스트레일리아 디지털 트랙 (ARIA)                | 36        |
| 유효하지 않은 차트가 입력됨 캐나디안 핫 100      | 62        |
| 유효하지 않은 차트가 입력됨 빌보드 글로벌 200    | 22        |
| 홍콩 (빌보드)                                    | 22        |
| 유효하지 않은 차트가 입력됨 헝가리 싱글          | 6         |
| 유효하지 않은 차트가 입력됨 재팬 핫 100          | 5         |
| 일본 통합 싱글 (오리콘)                          | 7         |
| 말레이시아 (빌보드)                              | 19        |
| 뉴질랜드 핫 싱글 (RMNZ)                          | 4         |
| 필리핀 (빌보드)                                  | 11        |
| 싱가포르 (RIAS)                                  | 11        |
| 대한민국 (써클)                                  | 152       |
| 대만 (빌보드)                                    | 6         |
| 유효하지 않은 차트가 입력됨 영국 인디펜던트 차트 | 31        |
| 영국 싱글 다운로드 (OCC)                         | 39        |
| 영국 싱글 판매 (OCC)                             | 39        |
| 유효하지 않은 차트가 입력됨 빌보드 핫 100        | 84        |
| 베트남 (베트남 핫 100)                           | 27        |

## 인증
| 국가                        | 인증 | 판매량/출하량 |
| --------------------------- | ---- | ------------- |
| 일본 (RIAJ)                 | 골드 | 50,000,000    |
| 스트리밍을 기반으로 한 인증 |      |               |

## 발매 역사
| 지역      | 날짜             | 형식                     | 버전               | 레이블       | Ref.   |
| --------- | ---------------- | ------------------------ | ------------------ | ------------ | ------ |
| 여러 지역 | 2023년 1월 20일  | 디지털 다운로드 스트리밍 | 원본               | JYP 리퍼블릭 | [ 34 ] |
| 여러 지역 | 2023년 1월 24일  | 디지털 다운로드 스트리밍 | 리믹스             | JYP 리퍼블릭 | [ 20 ] |
| 여러 지역 | 2023년 11월 17일 | 디지털 다운로드 스트리밍 | 조너스 블루 리믹스 | JYP 리퍼블릭 | [ 35 ] |